# Aaja Nachle
Aaja Nachle (hindi: आजा नचले, italiano: Andiamo a ballare) è un film indiano del 2007 diretto da Anil Mehta. È stato distribuito in India e negli Stati Uniti il 30 novembre 2007. Il film vede protagonista Madhuri Dixit nel suo primo ruolo importante dopo sei anni, al fianco di Konkona Sen Sharma, Jugal Hansraj, Akshaye Khanna e Kunal Kapoor. Il film, costato 6.773.493 dollari, è stato accolto da critiche altalenanti ed è stato dichiarato un flop al box office.

## Trama
Dopo la morte del suo insegnante di danza, Dia ritorna nella sua città natale per salvare il teatro Ajanta in stato di abbandono.

## Colonna sonora
1. Sunidhi Chauhan – Aaja Nachle – 5:04
2. Sonu Nigam, Shreya Ghoshal – Ishq Hua – 4:24
3. Kailash Kher, Richa Sharma, Salim Merchant – Show Me Your Jalwa – 4:13
4. Rahat Fateh Ali Khan – O Re Piya – 6:19
5. Sukhwinder Singh, Sunidhi Chauhan, Madhuri Dixit – Soniye Mil Ja – 3:37
6. Sonu Nigam, Shreya Ghoshal – Is Pal – 3:59
7. Sonu Nigam, Shreya Ghoshal, Sunidhi Chauhan – Koi Patthar Se Na Maare – 4:04
8. Sonia Saigal – Dance With Me – 3:39
9. Sunidhi Chauhan, Marianne D'Cruz – Aaja Nachle (Reprise) – 3:28